# Pseudopallene difficile
Pseudopallene difficile là một loài nhện biển trong họ Callipallenidae. Loài này thuộc chi Pseudopallene. Pseudopallene difficile được miêu tả khoa học năm 2009 bởi Arango.